# 趙蘭
趙蘭（1442年—？），字廷綺，陝西西安府涇陽縣人，軍籍。明朝政治人物。進士出身。

## 生平
陝西鄉試第二十四名。成化八年（1472年）壬辰科會試第一百三名，殿試登進士第二甲第五十八名。弘治初任兖州府知府。

## 家族
曾祖父趙仲良。祖父趙秉才，贈員外郎。父亲趙整（1416年-1490年），字子齊。伯父趙謐，南京兵部员外郎，官至江西左參政。